# Берёзки-Дачные
Берёзки-Дачные — остановочный пункт главного хода Октябрьской железной дороги (Ленинградское направление) у посёлка Берёзки городского округа Солнечногорск Московской области. По обеим сторонам от платформ располагаются дачные участки (начинаются от 50-100 метров от платформы).
Состоит из двух высоких боковых пассажирских платформ, соединённых только настилами через пути. Не оборудована турникетами.